# Tinodes multispinosus
Tinodes multispinosus är en nattsländeart som beskrevs av Schmid 1972. Tinodes multispinosus ingår i släktet Tinodes och familjen tunnelnattsländor. Inga underarter finns listade i Catalogue of Life.